# Yūta Inagaki
Yūta Inagaki (japanisch 稲垣 雄太 Inagaki Yūta; * 8. Januar 1992 in Miki, Präfektur Hyōgo) ist ein japanischer Fußballspieler.

## Karriere
Inagaki erlernte das Fußballspielen in der Schulmannschaft der Kobe Kagaku Gijutsu High School und der Universitätsmannschaft der Kansai University of International Studies. Seinen ersten Vertrag unterschrieb er 2014 bei FC Machida Zelvia. Der Verein spielte in der dritthöchsten Liga des Landes, der J3 League. Für den Verein absolvierte er 14 Ligaspiele. 2016 wechselte er zu MIO Biwako Shiga. Für den Verein absolvierte er 46 Ligaspiele. 2018 wechselte er zum Drittligisten Fujieda MYFC. Für den Verein absolvierte er sechs Ligaspiele. 2019 kehrte er zu MIO Biwako Shiga zurück. Für den Verein absolvierte er 13 Ligaspiele. Im Juli 2019 wechselte er zu FC Osaka. Für dem Viertligisten absolvierte er neun Ligaspiele. Im Februar 2021 unterschrieb er einen Vertrag beim Regionalligisten Ococias Kyoto AC. Mit dem Verein spielt er in der Kansai Soccer League (Div.1).